# Cinema dei telefoni bianchi

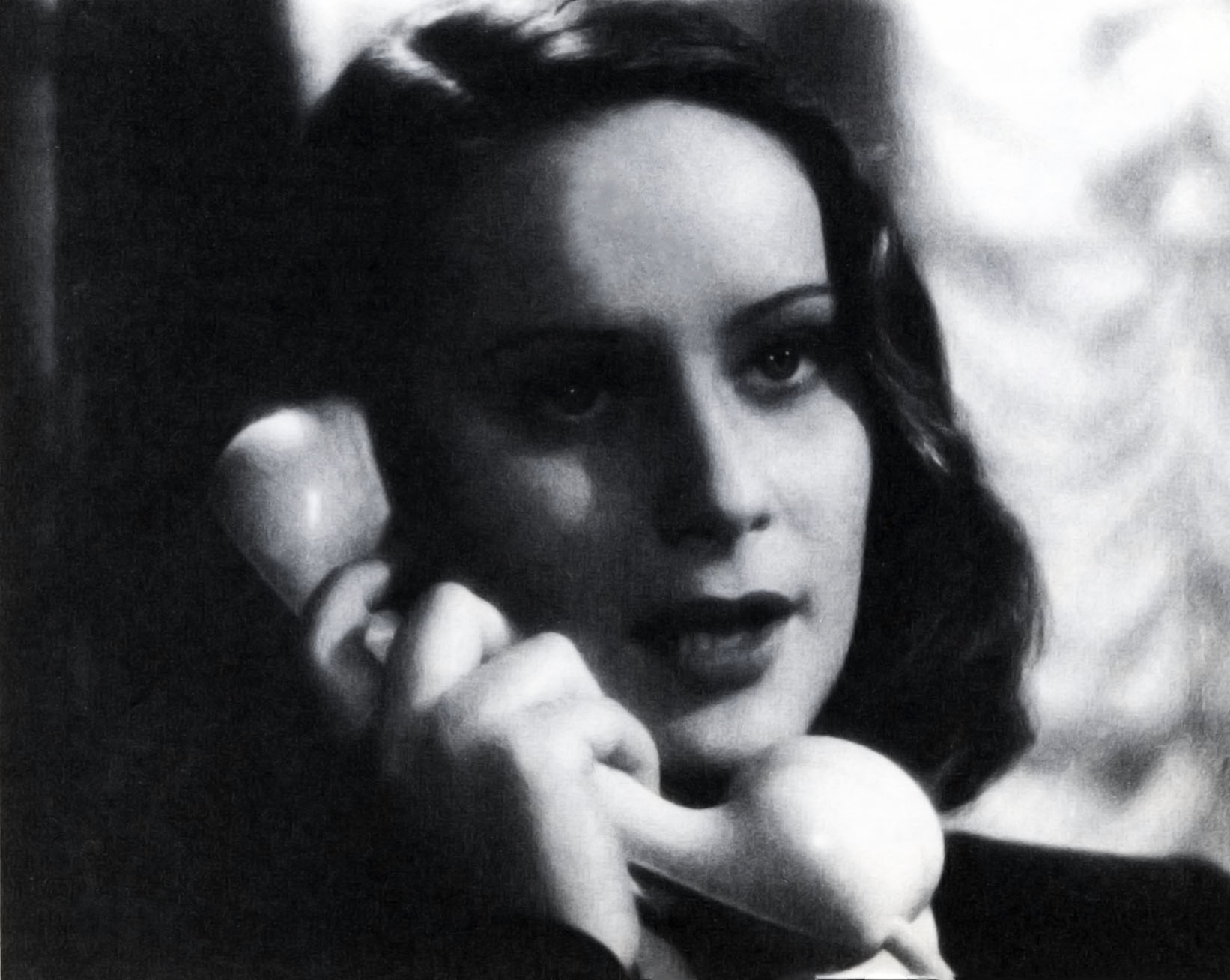
Alida Valli nel film L'amante segreta (1941)

Il cinema dei telefoni bianchi è un sottogenere cinematografico della commedia in voga in Italia tra il 1936 e il 1943.
Il nome deriva dalla presenza di telefoni di colore bianco nelle sequenze dei primi film prodotti in questo periodo, sintomatica di benessere sociale: uno status symbol atto a marcare la differenza dai telefoni "popolari" in bachelite, più economici e dunque maggiormente diffusi, che invece erano di colore nero. Altra definizione data a questi film è cinema déco per la forte presenza di oggetti di arredamento che richiamano lo stile internazionale déco, in voga in quegli anni.
Parte della critica in anni più recenti la definisce anche commedia all'ungherese, perché, nonostante siano produzioni italiane, i soggetti e le sceneggiature di questi film sono spesso attinti da autori teatrali ungheresi, molto di moda in quel periodo storico; tali film erano spesso ambientati in stati immaginari dell'est europeo per ragioni censorie, in quanto argomento ricorrente di queste edulcorate commedie sentimentali era una minaccia di divorzio (all'epoca illegale in Italia) oppure d'adulterio (allora perseguibile come reato contro la morale).

## Origini
Il cinema dei telefoni bianchi è nato dal successo della commedia cinematografica italiana dei primi anni trenta: ne fu una versione più leggera, mondata da eventuali intellettualismi o velate critiche sociali.
Mario Camerini e Alessandro Blasetti rappresentarono la decisa autorialità nascente della nuova cinematografia fondata sull'emblematica frase mussoliniana Il cinema è l'arma più forte!; ma Camerini, al contrario del suo ben più impegnato collega e intellettuale del fascismo, si concentrò su un cinema semmai "coraggioso" per l'epoca in oggetto, che si proponeva di parlare della società italiana dell'epoca.
L'origine "nobile" dei "telefoni bianchi" viene comunemente trovata quindi nel cinema di Camerini già a partire dal cinefilo Rotaie (1929), nel quale il regista fotografò - con riverberi di cinema espressionista tedesco o citando le avanguardie cinematografiche sovietiche contemporanee - la realtà degli anni di crisi, in tempo reale; ciò era generalmente rischioso perché l'autore poteva incappare - più o meno involontariamente - nella rampogna del regime, anche se l'ambiente del cinematografo fascista parve essere tollerante, con molti distinguo, e "aperto" anche a intellettuali non proprio organici al PNF. Successivamente nel film Gli uomini, che mascalzoni..., del 1932, Camerini percorse una Milano rinnovata nell'aspetto: la moda, i mezzi di trasporto e molti altri oggetti divennero i simboli di un'epoca in divenire.
La borghesia, la piccola borghesia e una parte più "fortunata" del proletariato urbano furono rappresentati e descritti nei film di Camerini: si propose così un modello rinnovato, o nuovo del tutto, possibilmente da imitare, dedicato al pubblico popolare stesso, che affollava le sale cinematografiche. 
Ma il tentativo d'imborghesimento o la sua emulazione da parte del popolo, punto di forza nei film dei telefoni bianchi, in queste due opere di Camerini era visto con un occhio non proprio tenero, non era, quindi, la meta da invidiare; ci fu invece un'apoteosi del lavoro quale mezzo del riscatto sociale, che si trova nel finale morale del già citato Rotaie (a ciò sarà speculare, nel dopoguerra, l'inanità della borghesia, sezionata sotto l'occhio critico di Michelangelo Antonioni). Ma con Gli uomini, che mascalzoni... si offrì al pubblico anche divertimento e spensieratezza; ripropose anche un divismo in chiave aggiornata.

## Caratteristiche
La produzione dei cosiddetti telefoni bianchi o cinema Decò descrive gli anni trenta e i primi quaranta attraverso gli arredamenti degli ambienti, oltre alle già dette moda e costume. L'epoca traspare dai particolari: gli oggetti ci fanno capire e datare con verosimiglianza l'epoca storica e l'ambientazione del film. Generalmente è resa manifesta la diffusione, almeno nelle città, del "prodotto di qualità", cioè non quello fatto a mano, bensì avanzano le proposte industriali di massa, i prodotti fatti in serie.

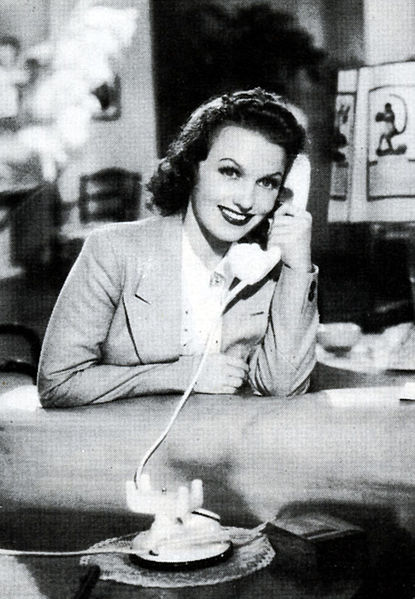
Assia Noris nel film La casa del peccato (1938)

Il funzionalismo del Bauhaus arrivò anche in Italia e, come riscontrabile in queste pellicole, vi fu riflessa un'Italia che stava "ricostruendo" una propria immagine moderna ed efficiente ed in cui iniziava timidamente a diffondersi la società dei consumi; si sentiva rappresentata dallo stile architettonico razionalista e dal fermento industriale che il regime stesso promuoveva; in questi film leggeri si respirava un fascino che intravedeva speranza nel futuro, un futuro ad ampio respiro e non necessariamente relegato ad una (dapprima imminente e poi piena) Seconda Guerra mondiale.
L'ambientazione borghese si rifece esteticamente alle commedie cinematografiche statunitensi, in particolar modo a Frank Capra. Le speranze dei piccolo-borghesi non poterono che divenire realtà: film come Mille lire al mese, così come l'omonima canzone, passarono alla storia per la loro esplicita spensieratezza ed evocazione altrettanto irriverente. L'elemento melodico ritornava spesso a far capolino, molti tra questi film contenevano infatti almeno una canzone di successo (basti pensare alla celeberrima Parlami d'amore Mariù composta per il film Gli uomini, che mascalzoni... divenuta poi molto più famosa della pellicola stessa).
Tale rappresentazione di benessere e progresso era però lontana dalla realtà italiana di allora. La rappresentazione di una società benestante (in alcuni casi persino opulenta), progredita, emancipata ed istruita era, nonostante la stentata ripresa economica del paese dei primi anni trenta, di fatto contrastante con la situazione reale dell'Italia, la quale, a quell'epoca, era invece una nazione ancora povera, arretrata e con una parte della popolazione che rimaneva incolta o addirittura analfabeta. 
Anche l'atmosfera entusiasta, allegra e spensierata di queste pellicole appariva cozzante con la cupa situazione della nazione, dove, passata oramai l'ubriacatura nazionalista succeduta alla vittoria nella guerra contro l'Etiopia, la propaganda della dittatura fascista premeva sempre di più sul paese,che da lì a poco si sarebbe trovato trascinato nella seconda guerra mondiale.
Ben presto i soggetti si fecero ripetitivi e sempre più scontati, prevedibili e banali. In seguito allo scoppio e all'aggravarsi della situazione nel corso del secondo conflitto mondiale, la produzione di questo filone di pellicole divenne sempre più rara, fino a scomparire del tutto con il crollo del regime fascista, anche se nel filone decò rientrano anche alcune opere girate nel Cinevillaggio di Venezia durante la RSI, come ad esempio Fiori d'arancio, di Hobbes Dino Cecchini con Luigi Tosi ed Andreina Carli.

## Protagonisti
Tra i registi più rilevanti per il genere vi sono: Mario Camerini, Alessandro Blasetti, Mario Bonnard, Mario Mattoli, Carlo Ludovico Bragaglia, Max Neufeld e Gennaro Righelli.
Tra gli interpreti maggiormente rappresentativi: Caterina Boratto, Assia Noris, Cesco Baseggio, Elsa Merlini, Rossano Brazzi, Clara Calamai, Lilia Silvi, Vera Carmi, Gino Cervi, Valentina Cortese, Vittorio De Sica, Doris Duranti, Luisa Ferida, Fosco Giachetti, Amedeo Nazzari, Alida Valli, Carlo Campanini, Checco Rissone, María Mercader, Maria Denis, Osvaldo Valenti, Vivi Gioi.

## Filmografia

### Precursori
- La segretaria privata, regia di Goffredo Alessandrini (1931)
- Due cuori felici, regia di Baldassarre Negroni (1932)
- Gli uomini, che mascalzoni..., regia di Mario Camerini (1932)
- Cercasi modella, regia di Ferruccio Bianchini ed Emmerich Wojtek Emo (1932)
- L'impiegata di papà, regia di Alessandro Blasetti (1933)
- Una notte con te, regia di Ferruccio Bianchini ed Emmerich Wojtek Emo (1933)
- Ninì Falpalà, regia di Amleto Palermi (1933)
- Paprika di Carl Boese (1934)
- L'eredità dello zio buonanima di Amleto Palermi (1934)
- Lisetta, di Carl Boese (1934)

### Filmografia deiTelefoni bianchi
- L'albero di Adamo, regia di Mario Bonnard (1935)
- Allegri masnadieri, regia di Marco Elter (1936)
- Amazzoni bianche, regia di Gennaro Righelli (1936)
- Darò un milione, regia di Mario Camerini (1936)
- Ma non è una cosa seria, regia di Mario Camerini (1936)
- Re di danari, regia di Enrico Guazzoni (1936)
- Il feroce Saladino, regia di Mario Bonnard (1936)
- Pensaci, Giacomino!, regia di Gennaro Righelli (1936)
- Sette giorni all'altro mondo, regia di Mario Mattoli (1936)
- Musica in piazza, regia di Mario Mattoli (1936)
- Nozze vagabonde, regia di Guido Brignone (1936)
- L'uomo che sorride, regia di Mario Mattoli (1936)
- Una donna tra due mondi, regia di Goffredo Alessandrini (1936)
- Non ti conosco più, regia di Nunzio Malasomma (1936)
- I due misantropi, regia di Amleto Palermi (1936)
- I tre desideri, regia di Giorgio Ferroni (1937)
- Felicita Colombo, regia di Mario Mattoli (1937)
- Eravamo sette sorelle, regia di Nunzio Malasomma (1937)
- Fermo con le mani, regia di Gero Zambuto (1937)
- Il signor Max, regia di Mario Camerini (1937)
- Gli uomini non sono ingrati, regia di Guido Brignone (1937)
- I fratelli Castiglioni, regia di Corrado D'Errico (1937)
- Nina, non far la stupida, regia di Nunzio Malasomma (1937)
- Questi ragazzi, regia di Mario Mattoli (1937)
- Stasera alle undici, regia di Oreste Biancoli (1937)
- Gli ultimi giorni di Pompeo, regia di Mario Mattoli (1937)
- È tornato carnevale, regia di Raffaello Matarazzo (1937)
- Gatta ci cova, regia di Gennaro Righelli (1937)
- Contessa di Parma, regia di Alessandro Blasetti (1937)
- Ho perduto mio marito, regia di Enrico Guazzoni (1937)
- Ai vostri ordini, signora..., regia di Mario Mattoli (1938)
- La dama bianca, regia di Mario Mattoli (1938)
- Inventiamo l'amore, regia di Camillo Mastrocinque (1938)
- Mille lire al mese, regia di Max Neufeld (1938)
- L'allegro cantante, regia di Gennaro Righelli (1938)
- La signora di Montecarlo, regia di André Berthomieu e Mario Soldati (1938)
- La casa del peccato, regia di Max Neufeld (1938)
- Il destino in tasca, regia di Gennaro Righelli (1938)
- La mazurka di papà, regia di Oreste Biancoli (1938)
- Per uomini soli, regia di Guido Brignone (1938)
- L'ha fatto una signora, regia di Mario Mattoli (1938)
- Amicizia, regia di Oreste Biancoli (1938)
- Stella del mare, regia di Corrado D'Errico (1938)
- Voglio vivere con Letizia, regia di Camillo Mastrocinque (1938)
- Batticuore, regia di Mario Camerini (1939)
- Assenza ingiustificata, regia di Max Neufeld (1939)
- L'amore si fa così, regia di Carlo Ludovico Bragaglia (1939)
- Ballo al castello, regia di Max Neufeld (1939)
- Belle o brutte si sposan tutte..., regia di Carlo Ludovico Bragaglia (1939)
- Castelli in aria, regia di Augusto Genina (1939)
- Centomila dollari, regia di Mario Camerini (1939)
- L'eredità in corsa, regia di Oreste Biancoli (1939)
- Eravamo sette vedove, regia di Mario Mattoli (1939)
- I grandi magazzini, regia di Mario Camerini (1939)
- Mille chilometri al minuto!, regia di Mario Mattoli (1939)
- Lo vedi come sei... lo vedi come sei?, regia di Mario Mattoli (1939)
- Il marchese di Ruvolito, regia di Raffaello Matarazzo (1939)
- Papà per una notte, regia di Mario Bonnard (1939)
- Diamanti, regia di Corrado D'Errico (1939)
- La mia canzone al vento, regia di Guido Brignone (1939)
- Una moglie in pericolo, regia di Max Neufeld (1939)
- Retroscena, regia di Alessandro Blasetti (1939)
- Bionda sottochiave, regia di Camillo Mastrocinque (1939)
- Animali pazzi, regia di Carlo Ludovico Bragaglia (1939)
- Il barone di Corbò, regia di Gennaro Righelli (1939)
- Follie del secolo, regia di Amleto Palermi (1939)
- La voce senza volto, regia di Gennaro Righelli (1939)
- La notte delle beffe, regia di Carlo Campogalliani (1939)
- Il documento, regia di Mario Camerini (1939)
- Due occhi per non vedere, regia di Gennaro Righelli (1939)
- Due milioni per un sorriso, regia di Carlo Borghesio (1939)
- Le sorprese del divorzio, regia di Guido Brignone (1939)
- Addio giovinezza!, regia di Ferdinando Maria Poggioli (1940)
- La danza dei milioni, regia di Camillo Mastrocinque (1940)
- Scarpe grosse, regia di Dino Falconi (1940)
- Trappola d'amore, regia di Raffaello Matarazzo (1940)
- Vento di milioni, regia di Dino Falconi (1940)
- Scandalo per bene, regia di Esodo Pratelli (1940)
- La granduchessa si diverte, regia di Giacomo Gentilomo (1940)
- Miseria e nobiltà, regia di Corrado D'Errico (1940)
- Una famiglia impossibile, regia di Carlo Ludovico Bragaglia (1940)
- Rose scarlatte, regia di Giuseppe Amato e Vittorio De Sica (1940)
- Dopo divorzieremo, regia di Nunzio Malasomma (1940)
- Maddalena... zero in condotta, regia di Vittorio De Sica (1940)
- Alessandro, sei grande!, regia di Carlo Ludovico Bragaglia (1940)
- Fortuna, regia di Max Neufeld (1940)
- Giù il sipario, regia di Raffaello Matarazzo (1940)
- La zia smemorata, regia di Ladislao Vajda (1940)
- Cento lettere d'amore, regia di Max Neufeld (1940)
- Taverna rossa, regia di Max Neufeld (1940)
- Non me lo dire!, regia di Mario Mattoli (1940)
- La donna perduta, regia di Domenico Gambino (1940)
- Validità giorni dieci, regia di Camillo Mastrocinque (1940)
- L'allegro fantasma, regia di Amleto Palermi (1940)
- La canzone rubata, regia di Max Neufeld (1941)
- La famiglia Brambilla in vacanza, regia di Carl Boese (1941)
- Notte di fortuna, regia di Raffaello Matarazzo (1941)
- Ore 9: lezione di chimica, regia di Mario Mattoli (1941)
- Il sogno di tutti, regia di Oreste Biancoli (1941)
- Il chiromante, regia di Oreste Biancoli (1941)
- Teresa Venerdì, regia di Vittorio De Sica (1941)
- Il pozzo dei miracoli, regia di Gennaro Righelli (1941)
- Un marito per il mese di aprile, regia di Giorgio Simonelli (1941)
- Voglio vivere così, regia di Mario Mattoli (1941)
- L'avventuriera del piano di sopra, regia di Raffaello Matarazzo (1941)
- Hanno rapito un uomo, regia di Gennaro Righelli (1941)
- L'amore canta, regia di Ferdinando Maria Poggioli (1941)
- Con le donne non si scherza, regia di Giorgio Simonelli (1941)
- Manovre d'amore, regia di Gennaro Righelli (1941)
- Barbablù, regia di Carlo Ludovico Bragaglia (1941)
- L'ultimo ballo, regia di Camillo Mastrocinque (1941)
- Villa da vendere, regia di Ferruccio Cerio (1941)
- Fuga a due voci, regia di Carlo Ludovico Bragaglia (1942)
- Miliardi, che follia!, regia di Guido Brignone (1942)
- La regina di Navarra, regia di Carmine Gallone (1942)
- Giorno di nozze, regia di Raffaello Matarazzo (1942)
- Se io fossi onesto, regia di Carlo Ludovico Bragaglia (1942)
- I sette peccati, regia di Ladislao Kish (1942)
- Arriviamo noi!, regia di Amleto Palermi (1942)
- La fortuna viene dal cielo, regia di Ákos Ráthonyi (1942)
- La signorina, regia di László Kish (1942)
- Margherita fra i tre, regia di Ivo Perilli (1942)
- Soltanto un bacio, regia di Giorgio Simonelli (1942)
- L'affare si complica, regia di Pier Luigi Faraldo (1942)
- C'è un fantasma nel castello, regia di Giorgio Simonelli (1942)
- Le signorine della villa accanto, regia di Gian Paolo Rosmino (1942)
- Apparizione, regia di Jean de Limur (1943)
- Incontri di notte, regia di Nunzio Malasomma (1943)
- Giorni felici, regia di Gianni Franciolini (1943)
- Chi l'ha visto?, regia di Goffredo Alessandrini (1943)
- Il diavolo va in collegio, regia di Jean Boyer (1943)
- Il fidanzato di mia moglie, regia di Carlo Ludovico Bragaglia (1943)
- I nostri sogni, regia di Vittorio Cottafavi (1943)
- La vispa Teresa, regia di Mario Mattoli (1943)
- La signora in nero, regia di Nunzio Malasomma (1943)
- La vita è bella, regia di Carlo Ludovico Bragaglia (1943)
- Senza una donna, regia di Alfredo Guarini (1943)
- Sette anni di felicità, regia di Roberto Savarese (1943)
- C'è sempre un ma!, regia di Luigi Zampa (1943)
- Non sono superstizioso... ma!, regia di Carlo Ludovico Bragaglia (1943)
- Ho tanta voglia di cantare, regia di Mario Mattoli (1943)
- Il birichino di papà, regia di Raffaello Matarazzo (1943)
- L'amico delle donne, regia di Ferdinando Maria Poggioli (1943)
- Divieto di sosta, regia di Marcello Albani (1943)
- 4 ragazze sognano, regia di Guglielmo Giannini (1943)
- Silenzio, si gira!, regia di Carlo Campogalliani (1943)
- Che distinta famiglia!, regia di Mario Bonnard (1943)
- Tre ragazze cercano marito, regia di Duilio Coletti (1944)
- Vietato ai minorenni, regia di Mario Massa (1944)
- Scadenza trenta giorni, regia di Luigi Giacosi (1944)
- Fiori d'arancio, regia di Hobbes Dino Cecchini (1944)

Scadenza trenta giorni e Fiori d'arancio  sono stati girati a Venezia negli stabilimenti del Cinevillaggio durante la RSI (il secondo arrivò nelle sale cinematografiche soltanto nel 1947).

## Riferimenti culturali
L'epoca dei film dei telefoni bianchi è ricordata nel film Telefoni bianchi del 1976, diretto da Dino Risi.